# Lou Gramm
 (avril 2012).
Si vous disposez d'ouvrages ou d'articles de référence ou si vous connaissez des sites web de qualité traitant du thème abordé ici, merci de compléter l'article en donnant les références utiles à sa vérifiabilité et en les liant à la section « Notes et références ».
Pour les articles homonymes, voir Lou et Gramm.
Louis Andrew Grammatico, dit Lou Gramm, né le 2 mai 1950 à Rochester New York, est un chanteur et auteur-compositeur américain plus connu pour son rôle au sein du groupe rock Foreigner. Il a chanté sur plusieurs hits incluant Cold as Ice, Waiting for a Girl Like You, Urgent et I Want to Know What Love Is. Il compte John Lennon, Marvin Gaye, Steve Marriott, Paul Rodgers et Wilson Pickett parmi ses influences. 

## Biographie
Né à Rochester (New York), Lou Gramm est le fils de Nikki Masetta une chanteuse et de Bennie Grammatico, un trompettiste et leader d'un big band de jazz. Il fréquente le lycée Gates-Chili, puis sort diplômé en 1968 du Monroe Community College, tous deux situés dans sa ville natale.

## Black Sheep
Il commence sa carrière musicale très tôt en formant d'abord le groupe St James Infirmary, plus tard The Infirmary, puis se joint à d'autres formations comme PHFFT. Par la suite en 1974, il forme le groupe Black Sheep avec Donald Mancuso à la guitare, Bruce Turgon à la basse, Larry Crozier aux claviers et Ronald Rocco à la batterie. Black Sheep est le premier groupe américain à être signé sur le label Chrysalis qui sort un single Stick around/Cruisin' (For Your Love) en 1974. Mais parce que ce contrat ne les mène nulle part, ils préfèrent aller du côté de Capitol Records et sortent leur deuxième single Broken Promises/Broken Promises (Instrumental) en 1975. Par la suite, 2 albums sont réalisés et sortent tous deux en 1975, le premier Black Sheep et le second Encouraging Words sur lequel le batteur Ronald Rocco a été remplacé par Mike Bonafede. Mais lorsque parait ce deuxième album, le groupe s'est d'ores et déjà séparé et Lou Gramm rencontre le guitariste Mick Jones, ex-Spooky Tooth, qui cherche un chanteur pour son nouveau groupe Foreigner.

## Foreigner
Après la séparation de Spooky Tooth dont il était guitariste, Mick Jones rejoint Leslie West qui grave un unique album en 1976, Leslie West Band, puis il se retrouve à New-York à la recherche de musiciens pour former un nouveau groupe, Foreigner. 
Al Greenwood est le premier à se présenter, claviériste qui a joué avec le groupe Storm formé de Colin Carter et Mike Hough ex-membres de Flash. Alors qu'il joue la guitare sur l'album solo de Ian Lloyd, Mick Jones fait la connaissance de l'ex-King Crimson Ian McDonald, multi-instrumentiste sur leur premier album In the Court of the Crimson King. Puis graduellement se sont greffés le batteur Dennis Elliott, Lou Gramm et la dernière pièce du puzzle, le bassiste américain Ed Gagliardi. 
Ainsi le premier album sort en 1977 et s'intitule tout simplement Foreigner, il contient les hits Feels like the first time et Cold As Ice. 
Il est suivi en 1978 par l'album Double Vision, sur lequel on retrouve les succès Hot Blooded et Double Vision. En 1979, sort l'album Head Games duquel sont extraits 5 singles, Dirty white boy, la pièce titre ainsi que Women, Love on the telephone et finalement I'll get even with you. 
C'est en 1981 que parait l'album 4, sur lequel on retrouve la ballade Waiting for a girl like you qui propulse le groupe au sommet des charts. On y retrouve aussi les chansons Urgent, avec le saxophone de Junior Walker, Juke Box Hero ainsi que Break it up et Luanne qui seront tous extraits en singles. 
Foreigner revient en 1984 avec l'album Agent Provocateur sur lequel se trouve l'autre ballade reconnue, I Want To Know What Love Is et d'autres hits tels que That Was Yesterday, Reaction to action et Down on love. 
Après une pause de trois ans, le groupe sort l'album Inside Information en 1987 avec des chansons comme I Don't Want To Live Without You et Say You Will. C'est aussi en 1987 que sort le premier album solo de Lou intitulé Ready or not. Les guitaristes Nils Lofgren et Eddie Martinez, les bassistes Stanley Sheldon et Bruce Turgon, le fidèle allié qui joue aussi la guitare et les claviers, et Mark Rivera au saxophone sont parmi les invités. 
Puis il sort son deuxième disque solo en 1989, Long Hard Look avec Pino Palladino à la basse, Peter Wolf aux claviers, les guitaristes Dan Huff, Nils Lofgren et Vivian Campbell ainsi que Merry Clayton aux chœurs. 
Mais lorsqu'en 1991 parait l'album Unusual Heat de Foreigner, Lou Gramm y a été remplacé par Johnny Edwards qui joue aussi la guitare sur un morceau. 
Puis le groupe sort son premier album live en 1994, Classic Hits Live/Best of Live qui renferme des performances en concert enregistrées entre 1977 et 1985. On y retrouve ainsi tout naturellement Lou Gramm à son poste de chanteur.
Ce dernier quitte d'ailleurs le groupe après l'album de 1994, Mr Moonlight, sur lequel on retrouve à nouveau le fidèle Bruce Turgon à la basse. Par la suite, Foreigner se sépare et ne revient sur la scène musicale qu'en 2009 alors que Mick Jones reforme le groupe sans Lou Gramm qui a été remplacé par Kelly Hansen.

## Poor Heart
Cependant, Gramm n'a pas dit son dernier mot, dès 1987, il sort l'album Poor Heart Featuring Lou Grammatico sur lequel il retrouve Larry Crozier, ancien claviériste de Black Sheep, les autres musiciens de ce groupe sont Al Streber à la guitare, Greg Slack à la basse et Terry Haschman à la batterie. Cet album a, par la suite, été réédité sous différents titres, Foreigner In A Strange Land et I Wish Today Was Yesterday en 1997. 

## Shadow King
Puis en 1991, il forme Shadow King avec Vivian Campbell à la guitare et aux chœurs, Bruce Turgon à la basse, aux claviers et aux chœurs ainsi que Kevin Valentine à la batterie. Ils ne sortiront qu'un seul album éponyme en cette année 1991. 

## Tumeur au cerveau
En 1997, Lou Gramm est diagnostiqué avec une tumeur au cerveau, appelée une craniopharyngiome et quoique la tumeur était bénigne, l'opération nécessaire pour la lui retirer a endommagé son hypophyse. Par la suite, sa période de convalescence lui a valu de prendre un peu de poids, son endurance et sa voix en ont été affectées. En 1998 toutefois, après avoir continué de travailler patiemment et prudemment avec Mick Jones durant sa convalescence, Lou était de retour avec le groupe Foreigner pour des petits concerts d'été et des festivals.

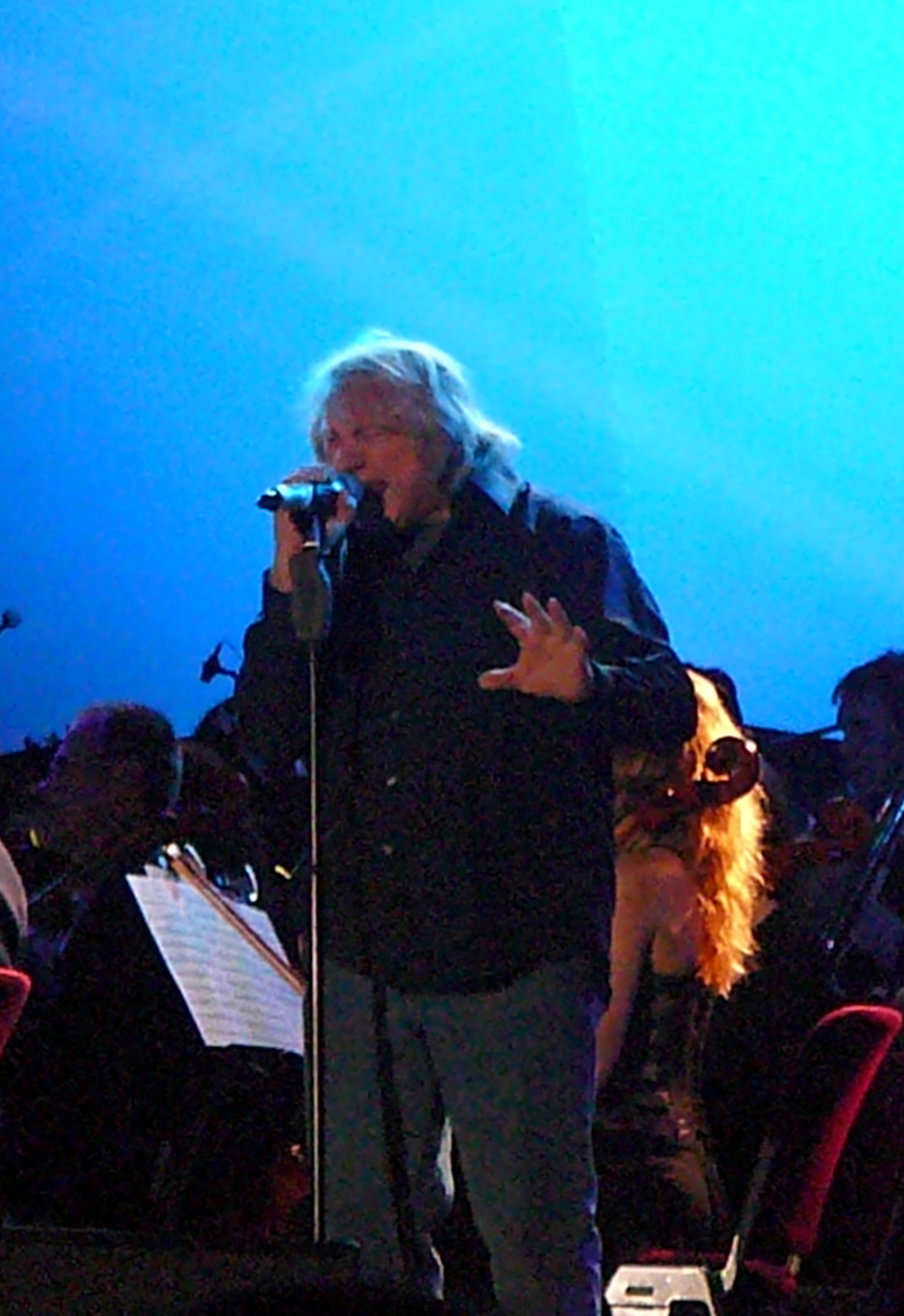
Lou Gramm le 12 janvier 2010 à Sarrebruck lors du concert Rock meets classic

## Lou Gramm Band
En rémission de son cancer, Lou enregistre en 2009 un album avec un nouveau groupe, Lou Gramm Band sur lequel il a décidé de célébrer la vie avec du rock chrétien. Avec des musiciens qu'il connaît bien, ses frères Richard à la basse et Ben à la batterie, son grand ami le guitariste Don Mancuso et le claviériste Andy Knoll. Du rock FM bien ficelé dans la veine de celui auquel il nous a habitué dans le passé autant avec Foreigner qu'en solo, des textes plus personnels que jamais qui célèbrent sa rémission et qui viennent de l'âme. 

## Lou de retour avec Foreigner
Le 13 juin 2013, aux côtés de Mick Jones, Lou Gramm a été introduit au Songwriters Hall of Fame. Puis le 20 juillet 2017, il était de retour avec Mick Jones, Al Greenwood, Ian McDonald et le reste de la présente incarnation de Foreigner pour 3 chansons à un concert célébrant le 40e anniversaire du groupe au Jones Beach Theatre, de Long Island à New York.

## Discographie

### Black sheep

#### Singles
- 1974 : Stick around/Cruisin' (For Your Love) - Chrysalis
- 1975 : Broken Promises/Broken Promises (Instrumental) - Capito

#### Albums
- 1975 : Black Sheep - Capitol
- 1975 : Encouraging words - Capitol

### Foreigner
- 1977 : Foreigner
- 1978 : Double Vision
- 1979 : Head Games
- 1981 : 4
- 1984 : Agent Provocateur
- 1987 : Inside Information
- 1994 : Classic Hits Live/Best of Live
- 1994 : Mr Moonlight

### Poor Heart
- 1987 : Poor Heart Featuring Lou Grammatico

### Lou Gramm
- 1987 : Ready or not
- 1989 : Long Hard Look

### Shadow King
- 1991 : Shadow King

### Lou Gramm Band
- 2009 : Lou Gramm Band